# Polycentropus neiswanderi
Polycentropus neiswanderi là một loài Trichoptera trong họ Polycentropodidae. Chúng phân bố ở miền Tân bắc.